# Frota da Rede de Viação Paraná-Santa Catarina
A lista abaixo apresenta as locomotivas diesel-elétrica e elétrica que pertenceram à Rede de Viação Paraná-Santa Catarina ou à RFFSA-RVPSC. A RVPSC foi criada pelo decreto nº4.746 de 25 de setembro de 1942 juntando sobre uma administração diversas linhas ferroviárias pertencentes ao Governo Federal.
Foi realizado um estudo técnico pelo engenheiro Oscar Machado da Costa sobre o uso de tração diesel-hidráulica nas ferrovias. Na RVPSC foi testado o uso da GMD GMDH-1. Machado da Costa  foi responsável pelos projetos de reforço das pontes entre Morretes e Curitiba, permitindo posteriormente a circulação de locomotivas diesel-elétricas.
| Modelo         | Fabricante           | Tração          | Numeração Original | Numeração Sigo                                      | Rodagem | Ano De Produção | Total | Potência | Tipo De Serviço | Imagem |
| -------------- | -------------------- | --------------- | ------------------ | --------------------------------------------------- | ------- | --------------- | ----- | -------- | --------------- | ------ |
| GE 25T         | GE                   | Diesel-Elétrica | 1-6                | 505-510                                             | B       | 1946/47         | 6     | 130 hp   | Manobra         |        |
| GE 64T         | Cooper-Bressemer/GE  | Diesel-Elétrica | 30-47              | 2101-                                               | C-C     | 1945/46 e 1956  | 18    | hp       | Carga e Manobra |        |
| MV RVPSC       | Metropolitan-Vickers | Elétrica        | 2000-2009          | 914-923                                             | B-B     | 1952            | 10    | 900 hp   | Carga           |        |
| GE 244         | GE-ALCo              | Diesel-Elétrica | 65-69              |                                                     | C-C     |                 | 5     | hp       | Carga           |        |
| GE U5B         | GE                   | Diesel-Elétrica | 501-525            | 2037-2088 (sem correlação com a numeração original) | B-B     | 1961            | 25    | 600 hp   | Manobra         |        |
| Baldwin AS616E | Baldwin              | Diesel-Elétrica | 40-44              | 3411-3415                                           | C-C     | 1954            | 5     | 1.600 hp | Carga           |        |
| EMD GL8        | EMD                  | Diesel-Elétrica | 1401-1418          | 4004-4021                                           | B-B     | 1961            | 18    | 950 hp   | Manobra         |        |

## Baldwin AS616E
As locomotivas Baldwin AS616E foram com a mesma especificação técnica da encomenda da EFCB, aproveitando uma encomenda desta, mas foram trocadas com a Estrada de Ferro Sorocabana (EFS) por locomotivas Cooper-Bressemer, que eram muito pesadas para as linhas da RVPSC, além de necessitarem de um raio de curva maior. Sendo uma prática usual entre a EFS e a RVPSC o empréstimo de locomotivas, tendo inclusive diversas locomotivas Metropolitan Vickers MK2000 emprestadas para testes nas linhas da Sorocabana, em contrapartida rodaram em testes na RVPSC modelos das locomotivas GE 1-C+C-1 e Whitcomb 94T.

## GE 244
A RVPSC decidiu comprar novamente locomotivas com a mesma especificação técnica utilizada pela EFCB, adquirindo cinco unidade do modelo GE 244 em conjunto com a Central do Brasil. Entretanto, por ser uma locomotiva de grande porte e pesada, apresentou os mesmos problemas técnicos das Baldwin, sendo posteriormente transferidas para a EFCB.

## Situação atual
Das locomotivas originalmente adquiridas pela RVPSC ainda continuam a operar com tráfego remunerado em companhias ferroviárias as locomotivas modelos GE 25T, GE U5B e EMD GL8. Os outros modelos encontram-se em presentação estática (Cooper-Bressemer e MV RVPSC) ou operando em empresas de locação de equipamentos (GE 244 e AS616E).